# Feldbahnübung Pritzwalk–Parchim–Sternberg
| Zwilling zieht vorgefertigte Gleisjoche über eine Feldbahnbrücke Brigadelok bei der Überquerung einer Normalspurbahn |                     |             |             |
| Streckenlänge: | Mehr als 80 km      |             |             |
| Spurweite: | 600 mm (Schmalspur) |             |             |
| |                     |             |             |
| \| \| \| Pritzwalk \| \| \| \| Parchim \| \| \| \| Treptow-See \| \| \| \| Sternberg \|                              |                     |             |             |
| Kopfbahnhof Streckenanfang (Strecke außer Betrieb)                                                                   |                     | Pritzwalk   | Pritzwalk   |
| Bahnhof (Strecke außer Betrieb)                                                                                      |                     | Parchim     | Parchim     |
| Bahnhof (Strecke außer Betrieb)                                                                                      |                     | Treptow-See | Treptow-See |
| Kopfbahnhof Streckenende (Strecke außer Betrieb)                                                                     |                     | Sternberg   | Sternberg   |

Die Feldbahnübung Pritzwalk–Parchim–Sternberg war ein Manöver, bei dem 1912 eine mehr als 80 km lange Feldbahn mit einer Spurweite von 600 mm von Pritzwalk über Parchim und Treptow-See nach Sternberg verlegt und betrieben wurde.

## Geschichte
Die Feldbahn wurde von Spezialisten geplant, mit fliegenden Gleisen gebaut und kurzzeitig betrieben. An der realistischen militärischen Übung nahmen 1912 Truppen aus verschiedenen Teilen Deutschlands teil. Der Bautrupp bestand unter anderem aus der Bayerischen Eisenbahn-Bau-Kompanie, die das Offizierskasino am Zwischenbahnhof Parchim errichtete. Zweck der Übung war, zu erkunden, wie im Kriegsfall Material mit einer Schmalspurbahn schnellstmöglich an die Front transportiert werden kann.

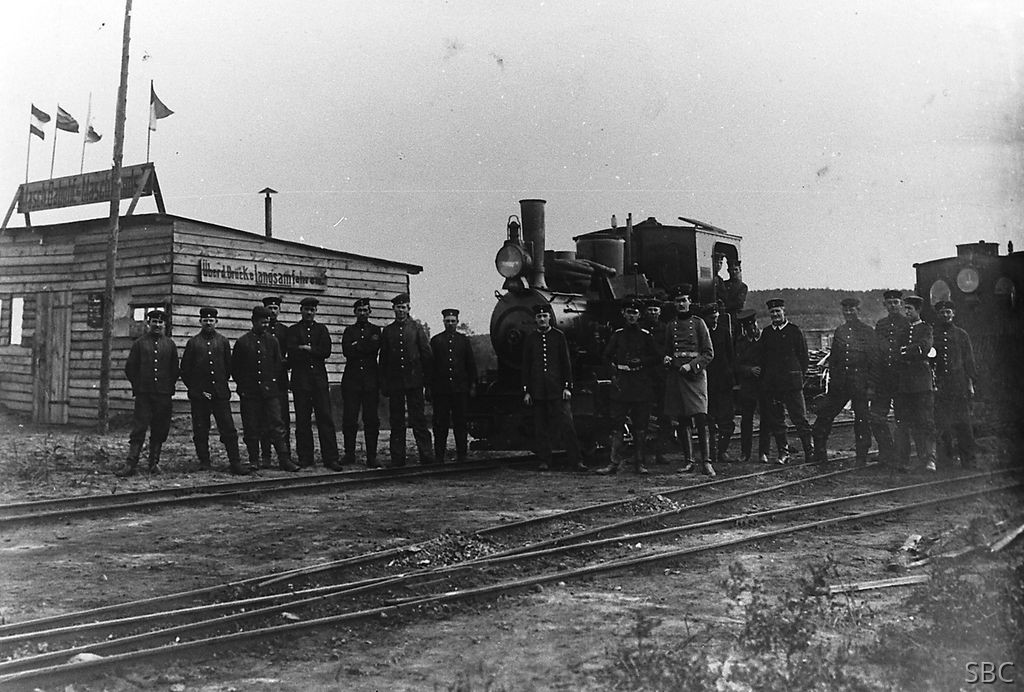
Masch. Bahnhof; Über d. Brücke langsam fahren
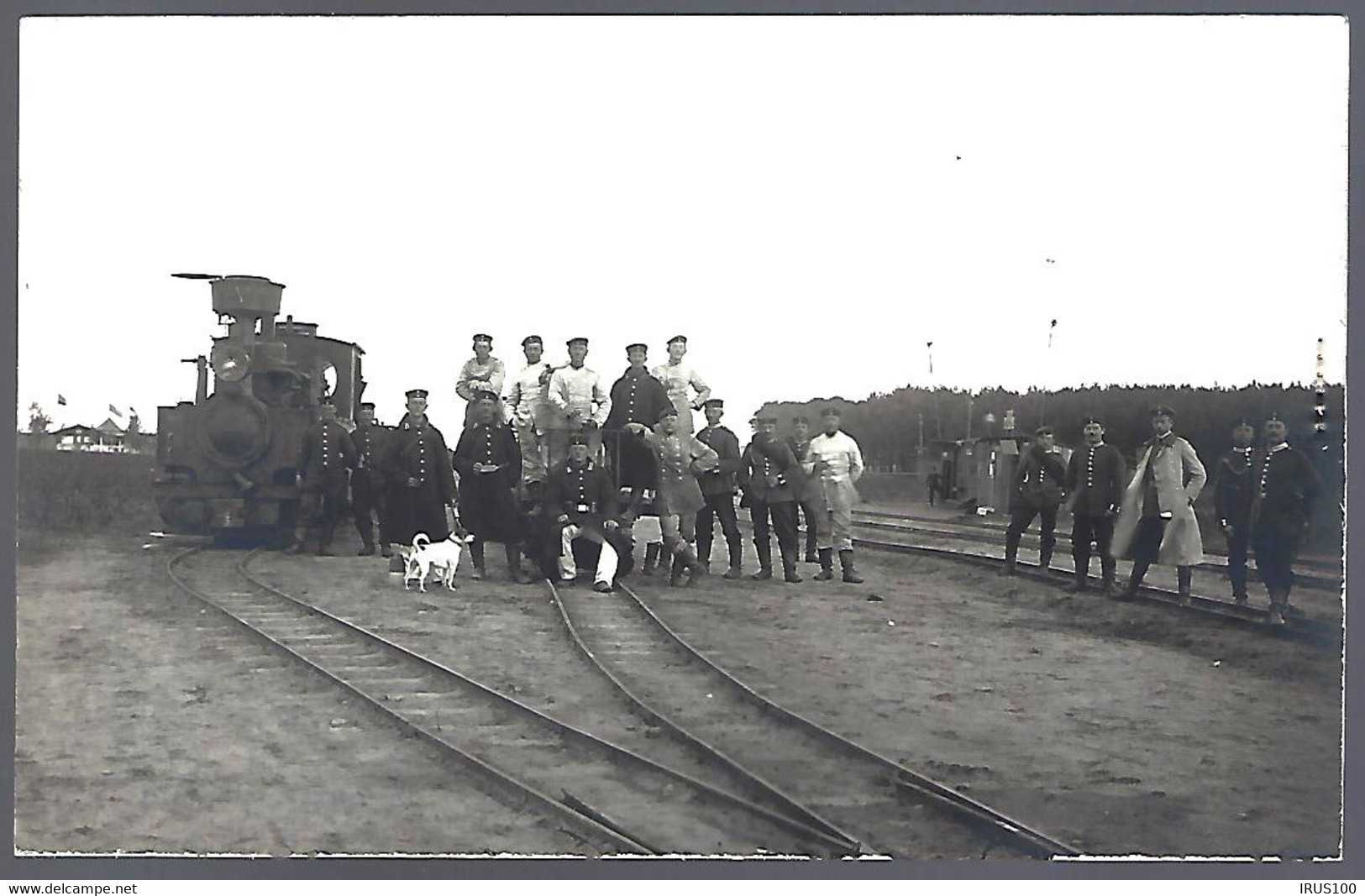
Links im Hintergrund das von der Bayer. E.B.K. erstellte Offizierskasino in Parchim
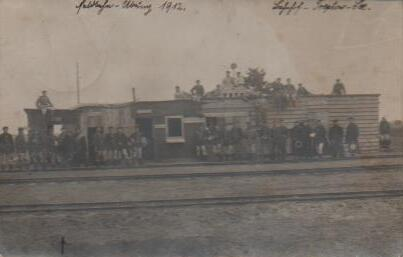
Bahnhof Treptow-See mit bayerischen Soldaten
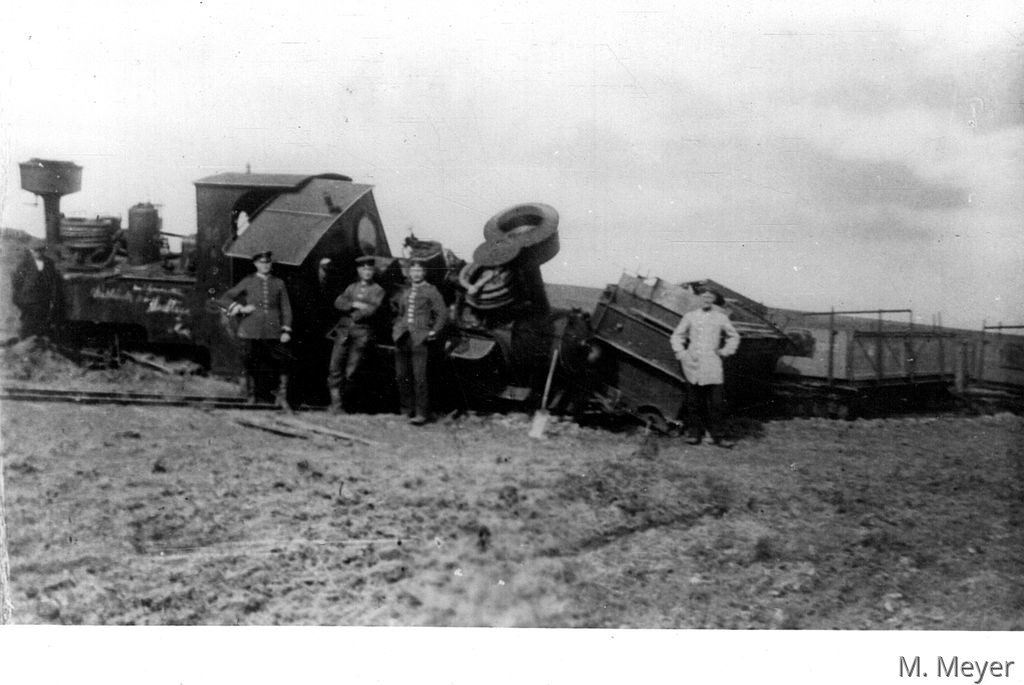
Entgleister Zwilling
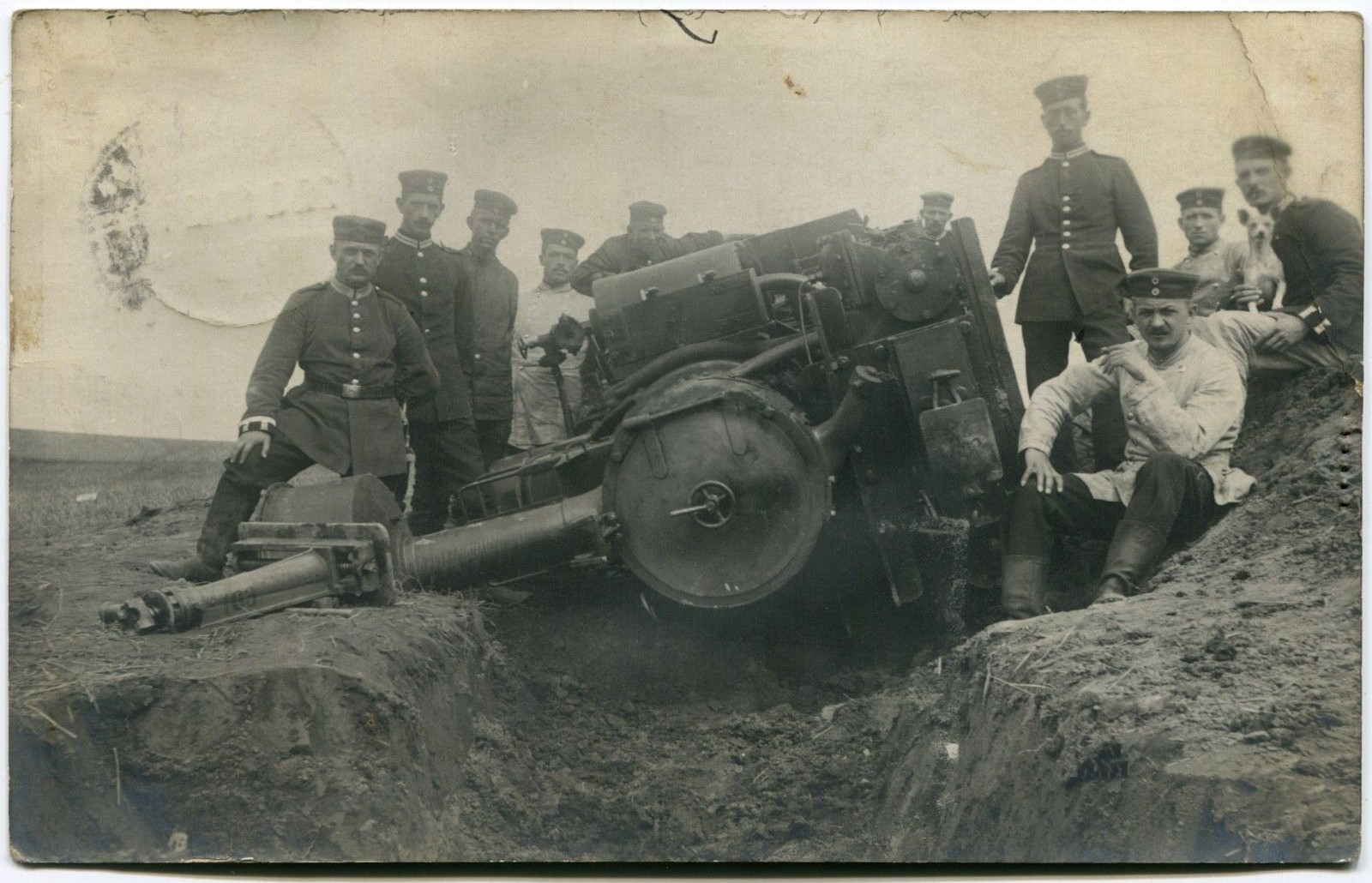
Eisenbahn-Regiment 3, entgleiste Feldbahnlok
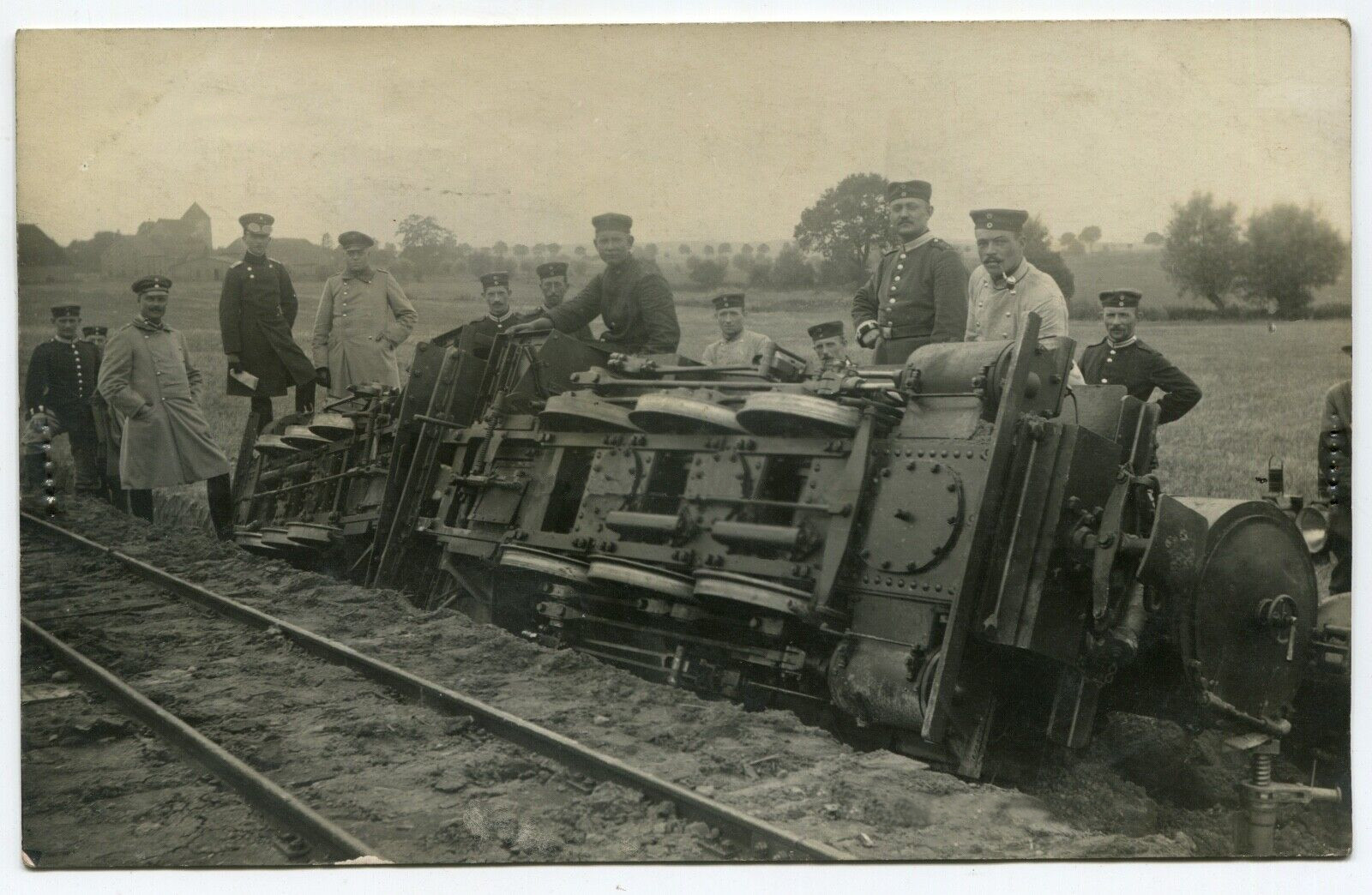
Eisenbahn-Regiment 3, entgleiste Feldbahnlok

## Schienenfahrzeuge
Die mehr als 80 km lange Strecke wurde mit Brigadelokomotiven und Doppellokomotiven der Baureihe Zwilling der preußischen Heeresfeldbahn befahren. Diese wurden mit Zusatztendern für die Wasserversorgung betrieben.